# Govedarstvo
Govedarstvo je najvažnija grana stočarstva. Obuhvaća uzgoj goveda, bikova, jakova i zebua. Daje važne proizvode, poput mesa, mlijeka, kože, dlake i dr.
Najpovoljnija područja za razvoj ove grane su prvenstveno prostrane livade i pašnjaci. 
Govedarstvo se može izdvojiti kao:
- mliječno,
- mliječno-mesno i
- mesno govedarstvo.

Države s najvećim brojem goveda su Indija, Rusija, SAD, Kina, Argentina i dr.